# Johann Josef Imseng
Johann Josef Imseng (* 6. Juni 1806 in Saas-Fee; † 5. Juli 1869 in Saas-Almagell) war Pfarrer im Schweizer Saastal, Alpinist und der erste Skifahrer der Schweiz.

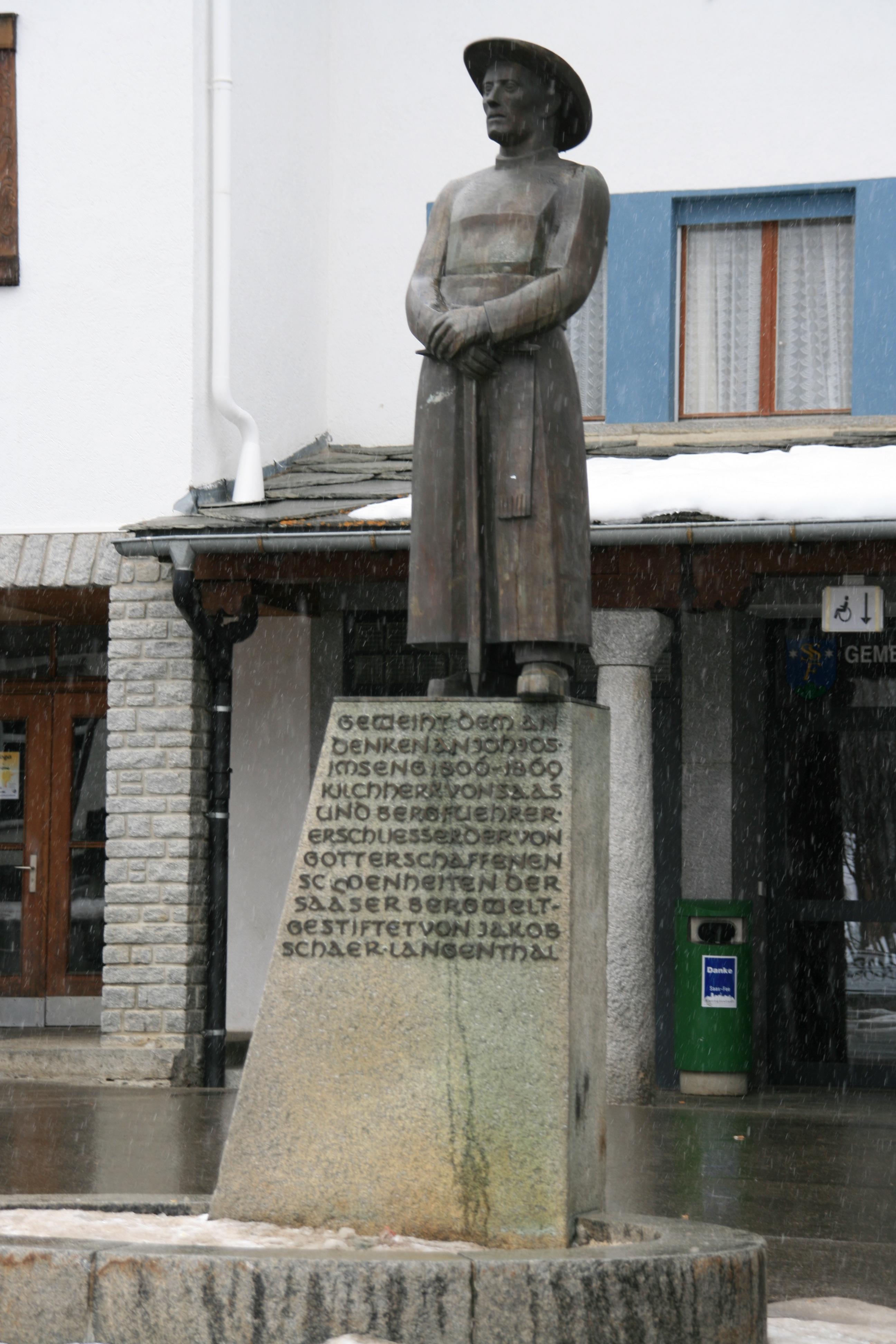
Imseng-Denkmal am Dorfplatz von Saas Fee

Imseng war ein Pionier und Förderer des aufkommenden Fremdenverkehrs. Er beherbergte Touristen in seinem Pfarrhof, führte Bergtouren und setzte sich für den Bau von Hotels ein. Auf sein Anraten hin wurden in der Mitte des 19. Jahrhunderts die ersten Hotels im Saastal errichtet. Am 20. Dezember 1849 fuhr Imseng mit selbst gebauten Holzbrettern von Saas-Fee nach Saas-Grund, um einem Sterbenden schneller Hilfe leisten zu können. Die Bretter wurden mit Riemen und Schnüren an seinen Schuhen befestigt. Seine Skiabfahrt war die erste in der Schweiz. Der bergsteigende Priester ertrank 1869 im Mattmarksee. An ihn erinnert ein Standbild am Dorfplatz von Saas-Fee. Von dort aus blickt Imseng auf das Hotel «Dom», das älteste Hotel des Ortes; dieses wurde im Jahr 1881 auch auf seine Initiative hin erbaut.
Erstbegehungen
- Lagginhorn, 4010 m ü. M., mit Franz-Josef Andenmatten und Edward Levi Ames (26. August 1856)